# Saint Nicolas (vapeur)
Pour les articles homonymes, voir Saint Nicolas.
Le Saint Nicolas (en russe : Святитель Николай) est un ancien bateau à roues à aubes à vapeur de 1886 qui naviguait comme navire à passagers sur le fleuve Ienisseï en Sibérie. Il est désormais un navire musée à quai devant le Musée régional de Krasnoïarsk et site du patrimoine culturel russe.

## Historique
Ce bateau à vapeur fluvial cargo-passagers a été construit en 1886 dans la ville de Tioumen à l'usine Kurbatov et Ignatov sur ordre de l'industriel sibérien A. M. Sibiryakov. 
Saint Nicolas appartenait au marchand Alexandre Mikhaïlovitch Sibiriakov. Il était à une époque le navire le plus rapide sur le Ienisseï et avait un équipage de 12 hommes. Le bateau desservait Ienisseïsk, Krasnoyarsk et Minoussinsk.
Sur ce bateau à vapeur, le 1er juillet 1891, le tsarévitch Nikolaï Alexandrovitch Romanov (le futur empereur de Russie Nicolas II) arriva à Krasnoïarsk en provenance du village de Berezovsky. Le 30 avril 1897, sur le vapeur, Vladimir Ilitch Lénine avec V. V. Starkov et G. M. Krzhizhanovsky se rendront de Krasnoyarsk à Novoselovo sur leur lieu d'exil.
Après la Révolution d'Octobre 1917, le navire a été rebaptisé "Nikolai". En 1927, le navire est transformé en barge pétrolière non automotrice. En 1960, le bateau à vapeur a été envoyé au cimetière du navire.

## Préservation
En 1970, le paquebot est restauré, et une exposition consacrée à la vie de V.I. Lénine en exil et à son séjour sur le navire. Il est actuellement utilisé comme navire-musée . La surface d'exposition est de 300 m². Il se dresse sur le remblai Ienisseï au centre de Krasnoïarsk . Souvent appelée « St. Nikolaï ".

## Galerie

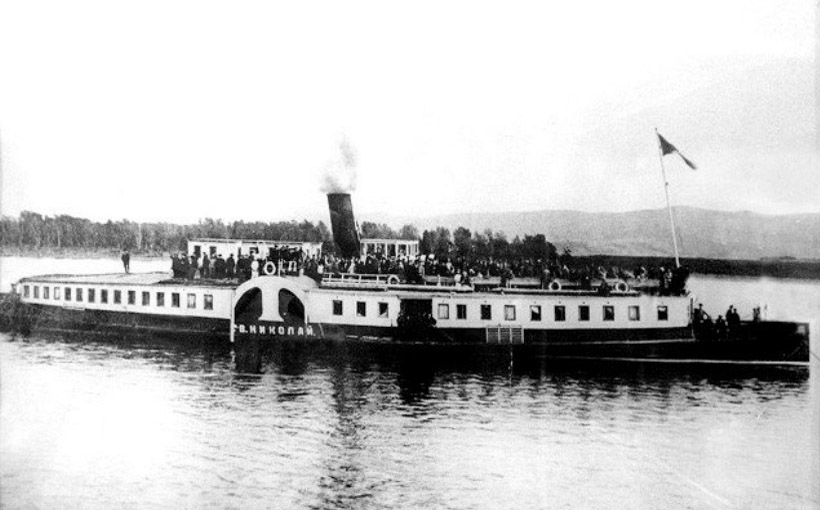
Le vapeur en 1917
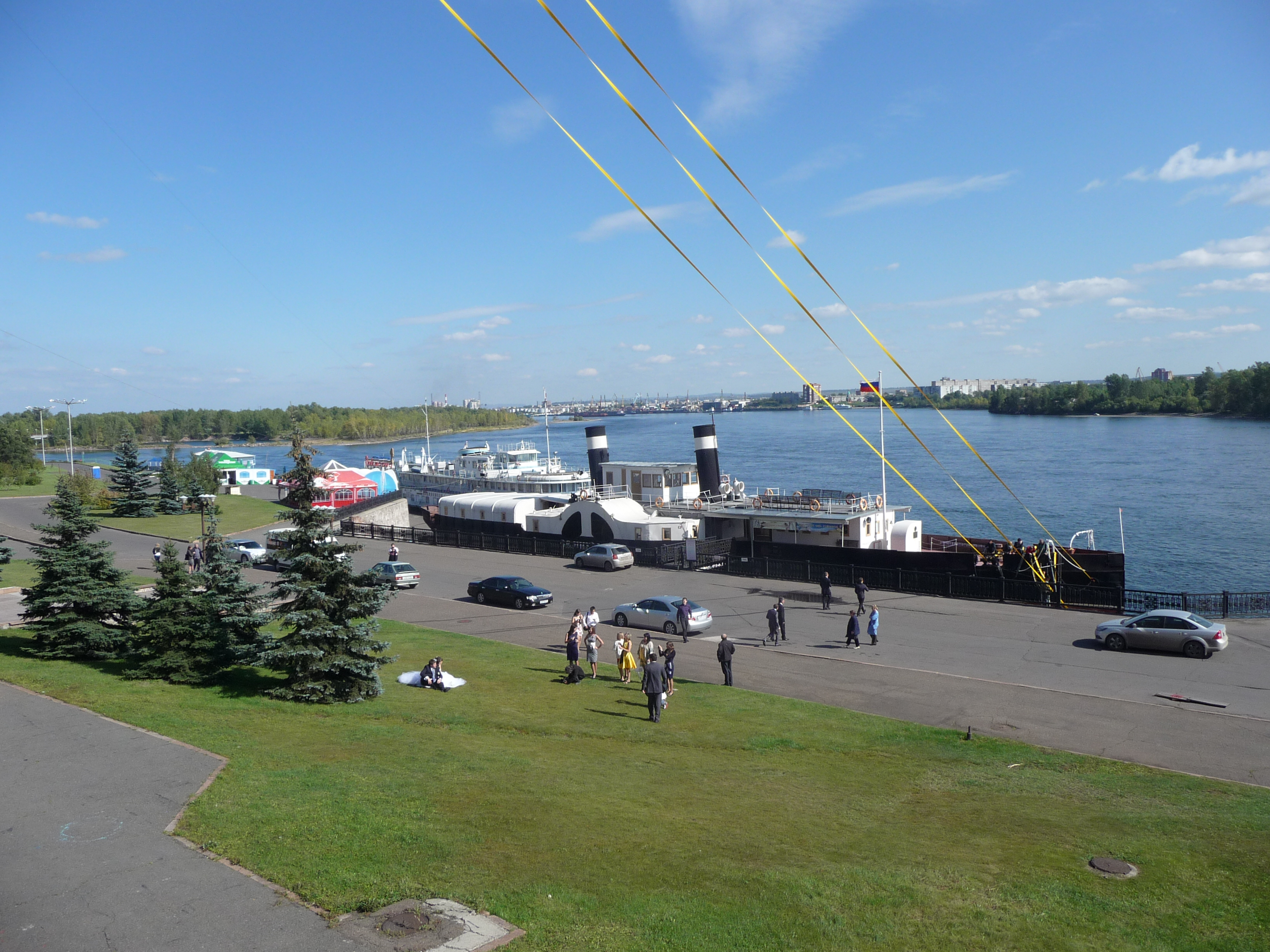
Le vapeur en 2011
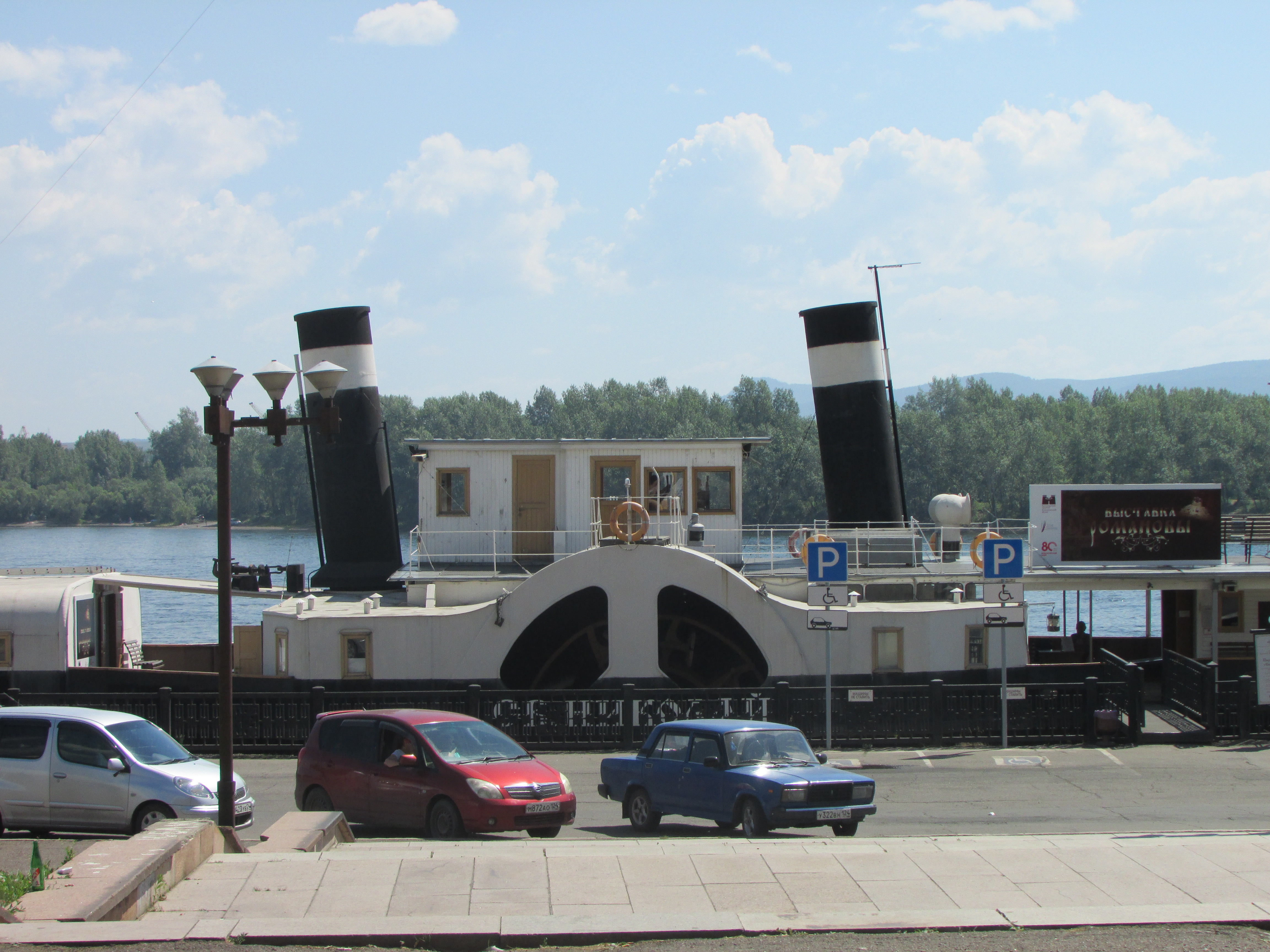
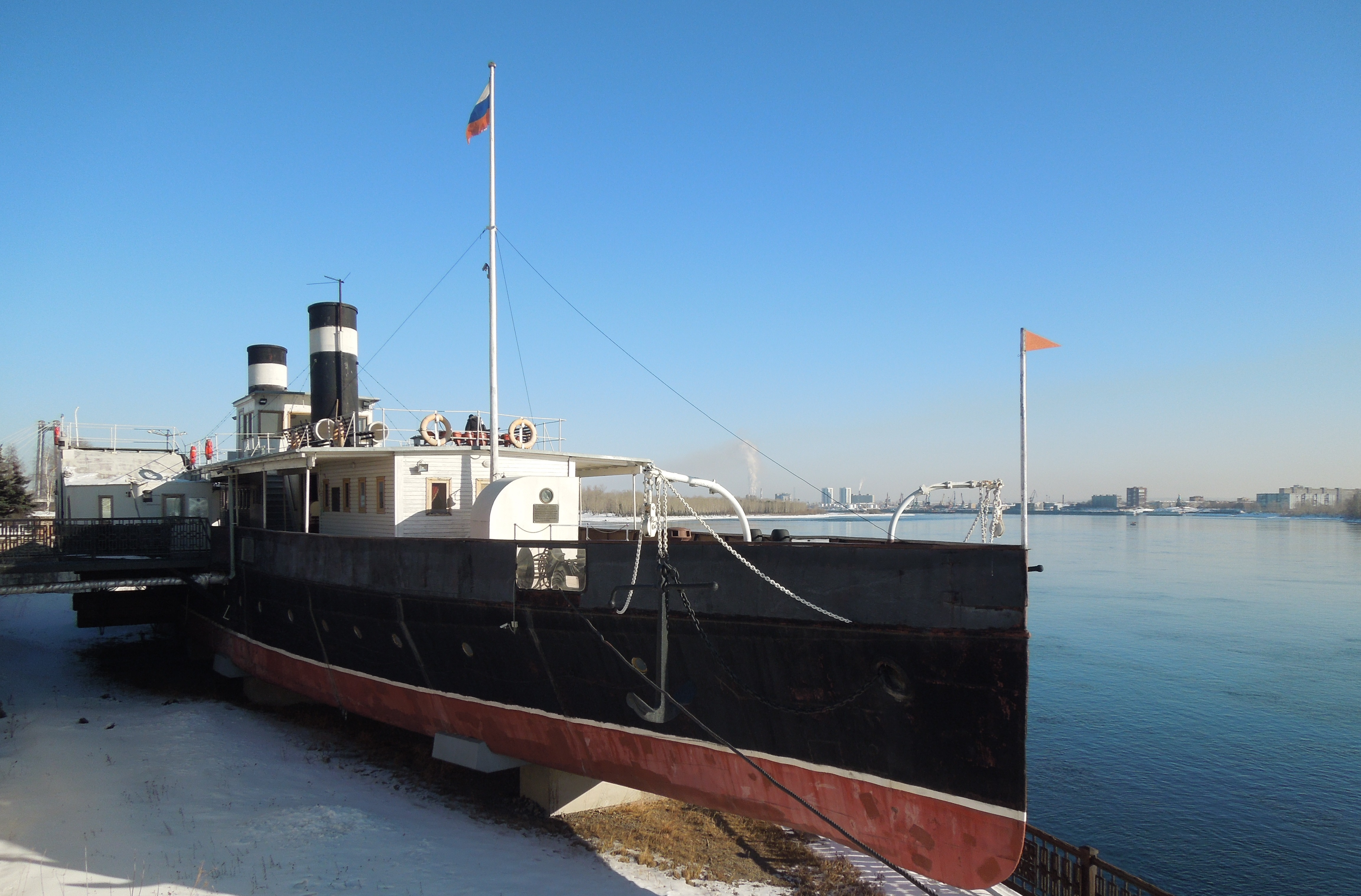